# Refugio (Texas)
Refugio es un pueblo ubicado en el condado de Refugio en el estado estadounidense de Texas. En el Censo de 2010 tenía una población de 2890 habitantes y una densidad poblacional de 709,37 personas por km².

## Historia
Villa perteneciente a la Primera República Federal (México), durante la Independencia de Texas se produjo en sus inmediaciones el 14 de marzo de 1836 la batalla de Refugio.

## Geografía
Refugio se encuentra ubicado en las coordenadas 28°18′27″N 97°16′30″O / 28.30750, -97.27500. Según la Oficina del Censo de los Estados Unidos, Refugio tiene una superficie total de 4.07 km², de la cual 4.07 km² corresponden a tierra firme y (0%) 0 km² es agua.

## Demografía
Según el censo de 2010, había 2890 personas residiendo en Refugio. La densidad de población era de 709,37 hab./km². De los 2890 habitantes, Refugio estaba compuesto por el 76.16% blancos, el 11.42% eran afroamericanos, el 0.35% eran amerindios, el 0.21% eran asiáticos, el 0% eran isleños del Pacífico, el 9.93% eran de otras razas y el 1.94% pertenecían a dos o más razas. Del total de la población el 51.9% eran hispanos o latinos de cualquier raza.